# 1588
Portal Geschichte | Portal Biografien | Aktuelle Ereignisse | Jahreskalender | Tagesartikel

◄ |
15. Jahrhundert |
16. Jahrhundert
| 17. Jahrhundert | ►

◄ |
1550er |
1560er |
1570er |
1580er
| 1590er | 1600er | 1610er | ►

◄◄ |
◄ |
1584 |
1585 |
1586 |
1587 |
1588
| 1589 | 1590 | 1591 | 1592 | ► | ►►
Staatsoberhäupter  · Nekrolog   · Musikjahr
| Januar | Januar | Januar | Januar | Januar | Januar | Januar | Januar |
| Kw     | Mo     | Di     | Mi     | Do     | Fr     | Sa     | So     |
| ------ | ------ | ------ | ------ | ------ | ------ | ------ | ------ |
| 53     |        |        |        |        | 1      | 2      | 3      |
| 1      | 4      | 5      | 6      | 7      | 8      | 9      | 10     |
| 2      | 11     | 12     | 13     | 14     | 15     | 16     | 17     |
| 3      | 18     | 19     | 20     | 21     | 22     | 23     | 24     |
| 4      | 25     | 26     | 27     | 28     | 29     | 30     | 31     |

| Februar | Februar | Februar | Februar | Februar | Februar | Februar | Februar |
| Kw      | Mo      | Di      | Mi      | Do      | Fr      | Sa      | So      |
| ------- | ------- | ------- | ------- | ------- | ------- | ------- | ------- |
| 5       | 1       | 2       | 3       | 4       | 5       | 6       | 7       |
| 6       | 8       | 9       | 10      | 11      | 12      | 13      | 14      |
| 7       | 15      | 16      | 17      | 18      | 19      | 20      | 21      |
| 8       | 22      | 23      | 24      | 25      | 26      | 27      | 28      |
| 9       | 29      |         |         |         |         |         |         |

| März | März | März | März | März | März | März | März |
| Kw   | Mo   | Di   | Mi   | Do   | Fr   | Sa   | So   |
| ---- | ---- | ---- | ---- | ---- | ---- | ---- | ---- |
| 9    |      | 1    | 2    | 3    | 4    | 5    | 6    |
| 10   | 7    | 8    | 9    | 10   | 11   | 12   | 13   |
| 11   | 14   | 15   | 16   | 17   | 18   | 19   | 20   |
| 12   | 21   | 22   | 23   | 24   | 25   | 26   | 27   |
| 13   | 28   | 29   | 30   | 31   |      |      |      |

| April | April | April | April | April | April | April | April |
| Kw    | Mo    | Di    | Mi    | Do    | Fr    | Sa    | So    |
| ----- | ----- | ----- | ----- | ----- | ----- | ----- | ----- |
| 13    |       |       |       |       | 1     | 2     | 3     |
| 14    | 4     | 5     | 6     | 7     | 8     | 9     | 10    |
| 15    | 11    | 12    | 13    | 14    | 15    | 16    | 17    |
| 16    | 18    | 19    | 20    | 21    | 22    | 23    | 24    |
| 17    | 25    | 26    | 27    | 28    | 29    | 30    |       |

| Mai | Mai | Mai | Mai | Mai | Mai | Mai | Mai |
| Kw  | Mo  | Di  | Mi  | Do  | Fr  | Sa  | So  |
| --- | --- | --- | --- | --- | --- | --- | --- |
| 17  |     |     |     |     |     |     | 1   |
| 18  | 2   | 3   | 4   | 5   | 6   | 7   | 8   |
| 19  | 9   | 10  | 11  | 12  | 13  | 14  | 15  |
| 20  | 16  | 17  | 18  | 19  | 20  | 21  | 22  |
| 21  | 23  | 24  | 25  | 26  | 27  | 28  | 29  |
| 22  | 30  | 31  |     |     |     |     |     |

| Juni | Juni | Juni | Juni | Juni | Juni | Juni | Juni |
| Kw   | Mo   | Di   | Mi   | Do   | Fr   | Sa   | So   |
| ---- | ---- | ---- | ---- | ---- | ---- | ---- | ---- |
| 22   |      |      | 1    | 2    | 3    | 4    | 5    |
| 23   | 6    | 7    | 8    | 9    | 10   | 11   | 12   |
| 24   | 13   | 14   | 15   | 16   | 17   | 18   | 19   |
| 25   | 20   | 21   | 22   | 23   | 24   | 25   | 26   |
| 26   | 27   | 28   | 29   | 30   |      |      |      |

| Juli | Juli | Juli | Juli | Juli | Juli | Juli | Juli |
| Kw   | Mo   | Di   | Mi   | Do   | Fr   | Sa   | So   |
| ---- | ---- | ---- | ---- | ---- | ---- | ---- | ---- |
| 26   |      |      |      |      | 1    | 2    | 3    |
| 27   | 4    | 5    | 6    | 7    | 8    | 9    | 10   |
| 28   | 11   | 12   | 13   | 14   | 15   | 16   | 17   |
| 29   | 18   | 19   | 20   | 21   | 22   | 23   | 24   |
| 30   | 25   | 26   | 27   | 28   | 29   | 30   | 31   |

| August | August | August | August | August | August | August | August |
| Kw     | Mo     | Di     | Mi     | Do     | Fr     | Sa     | So     |
| ------ | ------ | ------ | ------ | ------ | ------ | ------ | ------ |
| 31     | 1      | 2      | 3      | 4      | 5      | 6      | 7      |
| 32     | 8      | 9      | 10     | 11     | 12     | 13     | 14     |
| 33     | 15     | 16     | 17     | 18     | 19     | 20     | 21     |
| 34     | 22     | 23     | 24     | 25     | 26     | 27     | 28     |
| 35     | 29     | 30     | 31     |        |        |        |        |

| September | September | September | September | September | September | September | September |
| Kw        | Mo        | Di        | Mi        | Do        | Fr        | Sa        | So        |
| --------- | --------- | --------- | --------- | --------- | --------- | --------- | --------- |
| 35        |           |           |           | 1         | 2         | 3         | 4         |
| 36        | 5         | 6         | 7         | 8         | 9         | 10        | 11        |
| 37        | 12        | 13        | 14        | 15        | 16        | 17        | 18        |
| 38        | 19        | 20        | 21        | 22        | 23        | 24        | 25        |
| 39        | 26        | 27        | 28        | 29        | 30        |           |           |

| Oktober | Oktober | Oktober | Oktober | Oktober | Oktober | Oktober | Oktober |
| Kw      | Mo      | Di      | Mi      | Do      | Fr      | Sa      | So      |
| ------- | ------- | ------- | ------- | ------- | ------- | ------- | ------- |
| 39      |         |         |         |         |         | 1       | 2       |
| 40      | 3       | 4       | 5       | 6       | 7       | 8       | 9       |
| 41      | 10      | 11      | 12      | 13      | 14      | 15      | 16      |
| 42      | 17      | 18      | 19      | 20      | 21      | 22      | 23      |
| 43      | 24      | 25      | 26      | 27      | 28      | 29      | 30      |
| 44      | 31      |         |         |         |         |         |         |

| November | November | November | November | November | November | November | November |
| Kw       | Mo       | Di       | Mi       | Do       | Fr       | Sa       | So       |
| -------- | -------- | -------- | -------- | -------- | -------- | -------- | -------- |
| 44       |          | 1        | 2        | 3        | 4        | 5        | 6        |
| 45       | 7        | 8        | 9        | 10       | 11       | 12       | 13       |
| 46       | 14       | 15       | 16       | 17       | 18       | 19       | 20       |
| 47       | 21       | 22       | 23       | 24       | 25       | 26       | 27       |
| 48       | 28       | 29       | 30       |          |          |          |          |

| Dezember | Dezember | Dezember | Dezember | Dezember | Dezember | Dezember | Dezember |
| Kw       | Mo       | Di       | Mi       | Do       | Fr       | Sa       | So       |
| -------- | -------- | -------- | -------- | -------- | -------- | -------- | -------- |
| 48       |          |          |          | 1        | 2        | 3        | 4        |
| 49       | 5        | 6        | 7        | 8        | 9        | 10       | 11       |
| 50       | 12       | 13       | 14       | 15       | 16       | 17       | 18       |
| 51       | 19       | 20       | 21       | 22       | 23       | 24       | 25       |
| 52       | 26       | 27       | 28       | 29       | 30       | 31       |          |

| Januar | Januar | Januar | Januar | Januar | Januar | Januar | Januar |
| Kw     | Mo     | Di     | Mi     | Do     | Fr     | Sa     | So     |
| ------ | ------ | ------ | ------ | ------ | ------ | ------ | ------ |
| 53     |        |        |        |        | 1      | 2      | 3      |
| 1      | 4      | 5      | 6      | 7      | 8      | 9      | 10     |
| 2      | 11     | 12     | 13     | 14     | 15     | 16     | 17     |
| 3      | 18     | 19     | 20     | 21     | 22     | 23     | 24     |
| 4      | 25     | 26     | 27     | 28     | 29     | 30     | 31     |

| Februar | Februar | Februar | Februar | Februar | Februar | Februar | Februar |
| Kw      | Mo      | Di      | Mi      | Do      | Fr      | Sa      | So      |
| ------- | ------- | ------- | ------- | ------- | ------- | ------- | ------- |
| 5       | 1       | 2       | 3       | 4       | 5       | 6       | 7       |
| 6       | 8       | 9       | 10      | 11      | 12      | 13      | 14      |
| 7       | 15      | 16      | 17      | 18      | 19      | 20      | 21      |
| 8       | 22      | 23      | 24      | 25      | 26      | 27      | 28      |
| 9       | 29      |         |         |         |         |         |         |

| März | März | März | März | März | März | März | März |
| Kw   | Mo   | Di   | Mi   | Do   | Fr   | Sa   | So   |
| ---- | ---- | ---- | ---- | ---- | ---- | ---- | ---- |
| 9    |      | 1    | 2    | 3    | 4    | 5    | 6    |
| 10   | 7    | 8    | 9    | 10   | 11   | 12   | 13   |
| 11   | 14   | 15   | 16   | 17   | 18   | 19   | 20   |
| 12   | 21   | 22   | 23   | 24   | 25   | 26   | 27   |
| 13   | 28   | 29   | 30   | 31   |      |      |      |

| April | April | April | April | April | April | April | April |
| Kw    | Mo    | Di    | Mi    | Do    | Fr    | Sa    | So    |
| ----- | ----- | ----- | ----- | ----- | ----- | ----- | ----- |
| 13    |       |       |       |       | 1     | 2     | 3     |
| 14    | 4     | 5     | 6     | 7     | 8     | 9     | 10    |
| 15    | 11    | 12    | 13    | 14    | 15    | 16    | 17    |
| 16    | 18    | 19    | 20    | 21    | 22    | 23    | 24    |
| 17    | 25    | 26    | 27    | 28    | 29    | 30    |       |

| Mai | Mai | Mai | Mai | Mai | Mai | Mai | Mai |
| Kw  | Mo  | Di  | Mi  | Do  | Fr  | Sa  | So  |
| --- | --- | --- | --- | --- | --- | --- | --- |
| 17  |     |     |     |     |     |     | 1   |
| 18  | 2   | 3   | 4   | 5   | 6   | 7   | 8   |
| 19  | 9   | 10  | 11  | 12  | 13  | 14  | 15  |
| 20  | 16  | 17  | 18  | 19  | 20  | 21  | 22  |
| 21  | 23  | 24  | 25  | 26  | 27  | 28  | 29  |
| 22  | 30  | 31  |     |     |     |     |     |

| Juni | Juni | Juni | Juni | Juni | Juni | Juni | Juni |
| Kw   | Mo   | Di   | Mi   | Do   | Fr   | Sa   | So   |
| ---- | ---- | ---- | ---- | ---- | ---- | ---- | ---- |
| 22   |      |      | 1    | 2    | 3    | 4    | 5    |
| 23   | 6    | 7    | 8    | 9    | 10   | 11   | 12   |
| 24   | 13   | 14   | 15   | 16   | 17   | 18   | 19   |
| 25   | 20   | 21   | 22   | 23   | 24   | 25   | 26   |
| 26   | 27   | 28   | 29   | 30   |      |      |      |

| Juli | Juli | Juli | Juli | Juli | Juli | Juli | Juli |
| Kw   | Mo   | Di   | Mi   | Do   | Fr   | Sa   | So   |
| ---- | ---- | ---- | ---- | ---- | ---- | ---- | ---- |
| 26   |      |      |      |      | 1    | 2    | 3    |
| 27   | 4    | 5    | 6    | 7    | 8    | 9    | 10   |
| 28   | 11   | 12   | 13   | 14   | 15   | 16   | 17   |
| 29   | 18   | 19   | 20   | 21   | 22   | 23   | 24   |
| 30   | 25   | 26   | 27   | 28   | 29   | 30   | 31   |

| August | August | August | August | August | August | August | August |
| Kw     | Mo     | Di     | Mi     | Do     | Fr     | Sa     | So     |
| ------ | ------ | ------ | ------ | ------ | ------ | ------ | ------ |
| 31     | 1      | 2      | 3      | 4      | 5      | 6      | 7      |
| 32     | 8      | 9      | 10     | 11     | 12     | 13     | 14     |
| 33     | 15     | 16     | 17     | 18     | 19     | 20     | 21     |
| 34     | 22     | 23     | 24     | 25     | 26     | 27     | 28     |
| 35     | 29     | 30     | 31     |        |        |        |        |

| September | September | September | September | September | September | September | September |
| Kw        | Mo        | Di        | Mi        | Do        | Fr        | Sa        | So        |
| --------- | --------- | --------- | --------- | --------- | --------- | --------- | --------- |
| 35        |           |           |           | 1         | 2         | 3         | 4         |
| 36        | 5         | 6         | 7         | 8         | 9         | 10        | 11        |
| 37        | 12        | 13        | 14        | 15        | 16        | 17        | 18        |
| 38        | 19        | 20        | 21        | 22        | 23        | 24        | 25        |
| 39        | 26        | 27        | 28        | 29        | 30        |           |           |

| Oktober | Oktober | Oktober | Oktober | Oktober | Oktober | Oktober | Oktober |
| Kw      | Mo      | Di      | Mi      | Do      | Fr      | Sa      | So      |
| ------- | ------- | ------- | ------- | ------- | ------- | ------- | ------- |
| 39      |         |         |         |         |         | 1       | 2       |
| 40      | 3       | 4       | 5       | 6       | 7       | 8       | 9       |
| 41      | 10      | 11      | 12      | 13      | 14      | 15      | 16      |
| 42      | 17      | 18      | 19      | 20      | 21      | 22      | 23      |
| 43      | 24      | 25      | 26      | 27      | 28      | 29      | 30      |
| 44      | 31      |         |         |         |         |         |         |

| November | November | November | November | November | November | November | November |
| Kw       | Mo       | Di       | Mi       | Do       | Fr       | Sa       | So       |
| -------- | -------- | -------- | -------- | -------- | -------- | -------- | -------- |
| 44       |          | 1        | 2        | 3        | 4        | 5        | 6        |
| 45       | 7        | 8        | 9        | 10       | 11       | 12       | 13       |
| 46       | 14       | 15       | 16       | 17       | 18       | 19       | 20       |
| 47       | 21       | 22       | 23       | 24       | 25       | 26       | 27       |
| 48       | 28       | 29       | 30       |          |          |          |          |

| Dezember | Dezember | Dezember | Dezember | Dezember | Dezember | Dezember | Dezember |
| Kw       | Mo       | Di       | Mi       | Do       | Fr       | Sa       | So       |
| -------- | -------- | -------- | -------- | -------- | -------- | -------- | -------- |
| 48       |          |          |          | 1        | 2        | 3        | 4        |
| 49       | 5        | 6        | 7        | 8        | 9        | 10       | 11       |
| 50       | 12       | 13       | 14       | 15       | 16       | 17       | 18       |
| 51       | 19       | 20       | 21       | 22       | 23       | 24       | 25       |
| 52       | 26       | 27       | 28       | 29       | 30       | 31       |          |

## Ereignisse

### Politik und Weltgeschehen

#### England / Spanien

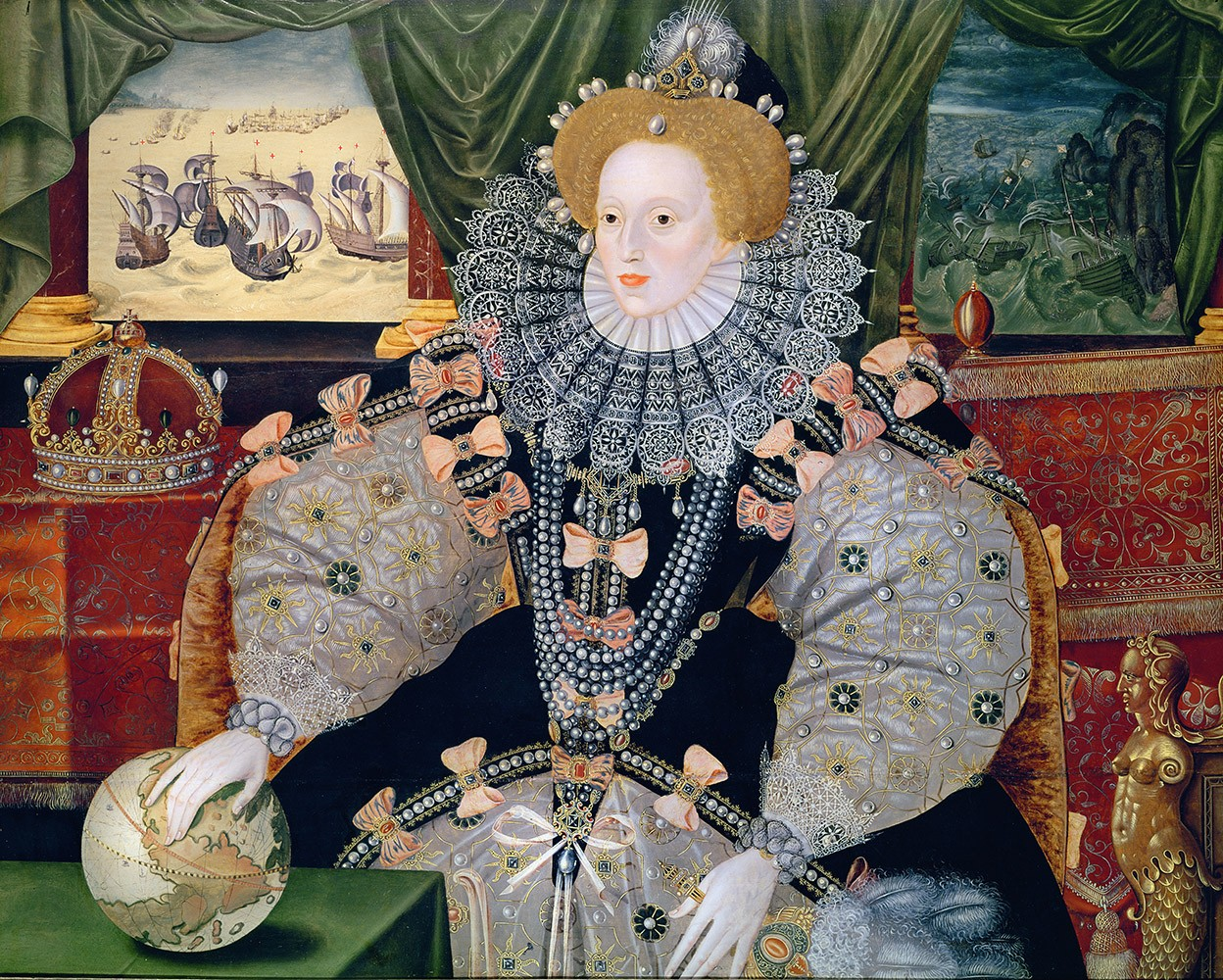
Elisabeths Armada-Portrait

- 28. Mai:  Die ersten Schiffe der spanischen Armada brechen in Lissabon zum Ärmelkanal auf. Die restliche Flotte startet an beiden Folgetagen.
- 31. Juli: Die Spanische Armada taucht im Ärmelkanal auf, woraufhin es in den nächsten Tagen zu mehreren kleinen Gefechten kommt, die aber keine Entscheidung bringen.
- 8. August: Die englische Flotte sendet Brander in den Hafen von Calais, wo die Armada vor Anker liegt, um sich mit der Invasionsarmee aus den Spanischen Niederlanden zu vereinen. Die Armada verlässt in Panik den Hafen und wird in der anschließenden Seeschlacht von Gravelines von den Engländern bekämpft, jedoch endet die Schlacht unentschieden.
- 19. August: In Unkenntnis der gewonnenen Schlacht hält Königin Elisabeth I. ihre berühmte Tilbury-Rede, in der sie den Truppen Mut zuspricht, die sich in Tilbury versammelt haben, um die spanische Invasion abzuwehren.
- Die Armada versucht in der Folge, England und Irland zu umsegeln, wobei sie in schwere Stürme gerät und den Großteil ihrer bereits durch die Gefechte beschädigten Schiffe verliert.

#### Frankreich
- 9. Mai: Henri I. de Lorraine, duc de Guise, Führer der katholischen Liga in Frankreich, zieht im Achten Hugenottenkrieg in Paris ein und bedrängt König Heinrich III.
- 12. Mai: Die Bürger von Paris vertreiben aufgestachelt von Henri de Guise am „Tag der Barrikaden“ König Heinrich III. aus der Stadt. Dieser flieht nach Blois.
- Heinrich III. und Henri de Guise schließen die Union von Rouen, mit der dem hugenottischen Heinrich von Navarra der französische Thron verwehrt werden soll.
- 23. Dezember: Der unbewaffnete Henri I. de Lorraine, duc de Guise wird in Blois von der königlichen Wache ermordet. Sein Bruder Louis II. de Lorraine-Guise, Kardinal von Lothringen und Erzbischof von Reims, wird als Tatzeuge festgenommen und tags darauf auf Befehl König Heinrichs III. getötet. Das führt zum Aufstand in Paris. Heinrich III. muss daraufhin ein Bündnis mit dem Hugenotten Heinrich von Navarra schließen.

#### Heiliges Römisches Reich

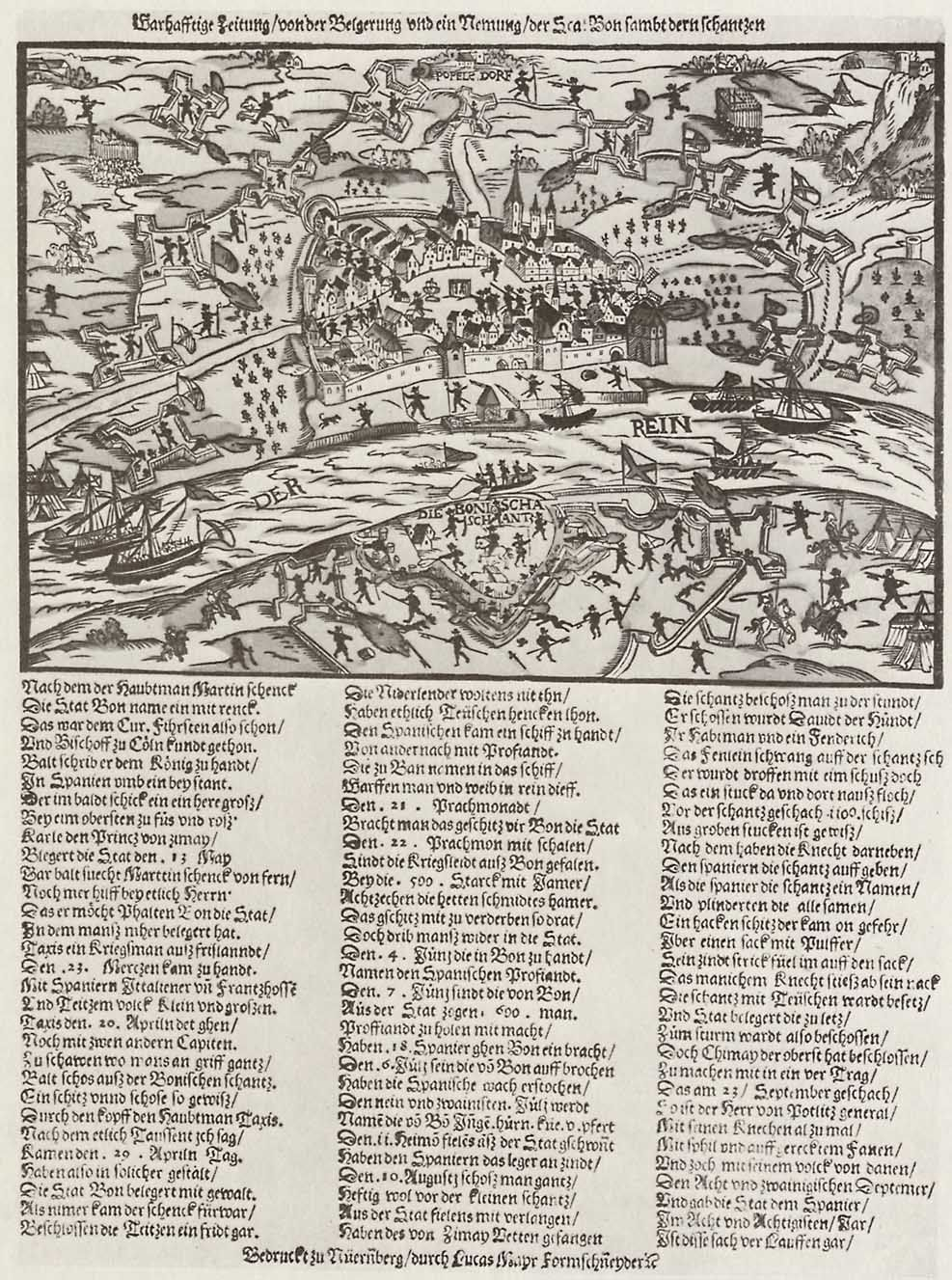
Seite aus der Warhafftige Newe Zeytunge/Von der Belagerung und Einemung der Statt Bonn (1588)

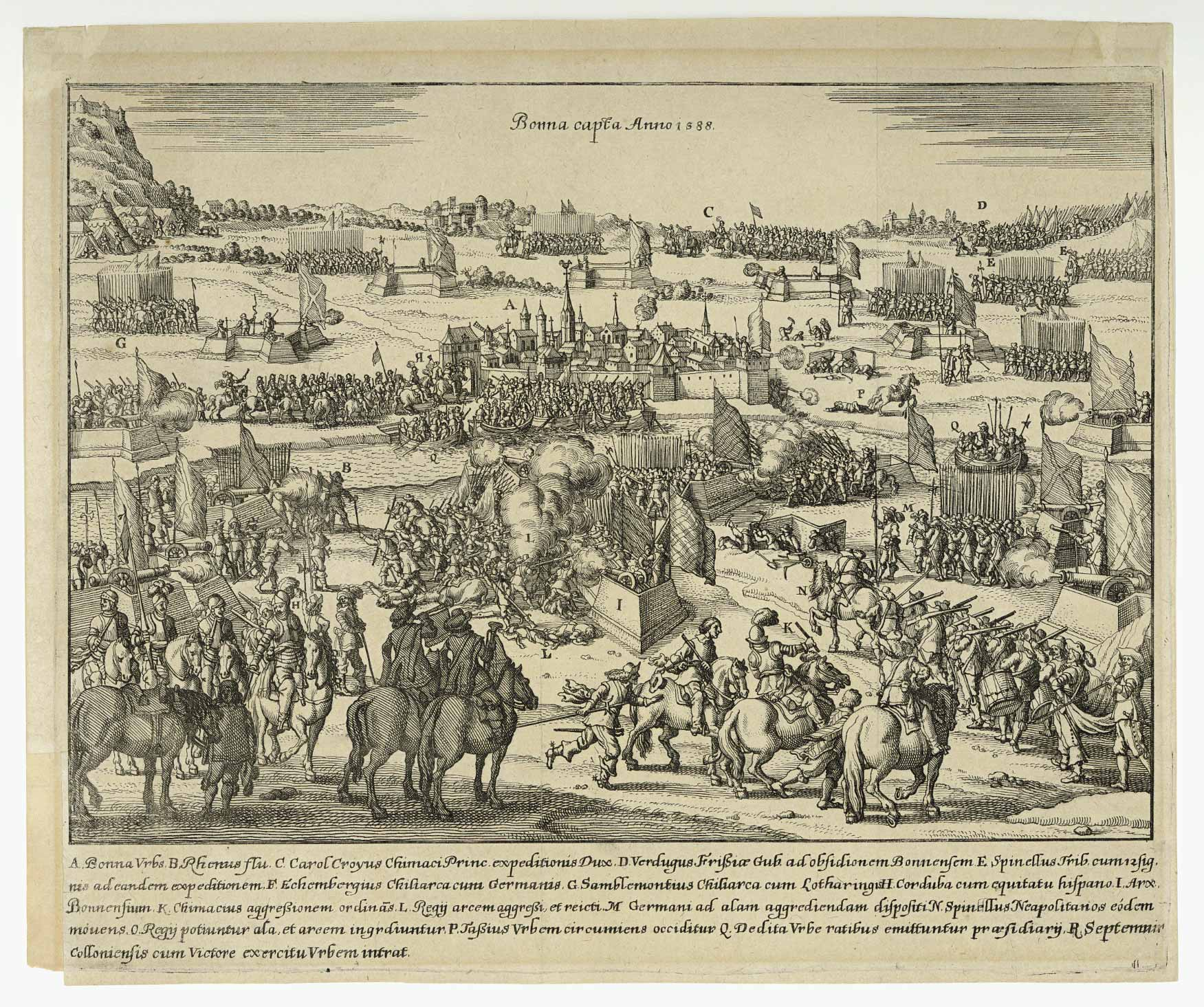
Jan Miel: Bonna Capta. Eroberung von Bonn durch Charles de Croy, Herzog von Chimay im Jahr 1588

- März bis September: Während des Truchsessischen Krieges kommt es zur Belagerung von Bonn durch die von Charles III. de Croÿ kommandierten Spanier. Die Verteidiger auf Seiten des abtrünnigen Erzbischofs Gebhard I. von Waldburg werden von Martin Schenk von Nideggen geführt, der die Stadt schließlich übergeben muss, aber einen ehrenvollen Abzug gewährt bekommt. Durch Flugschriften und zeitungsähnliche Berichte wurde die Belagerung zu einem zeitgenössischen Medienereignis.
- Nachdem die Niederlande die Unterstützung seiner Sache beendet haben, gibt Gebhard den Kampf auf, siedelt nach Straßburg über und wird evangelischer Domdechant am Hof von Herzog Friedrich I. von Württemberg.

#### Skandinavien
- 4. April: Der minderjährige Christian IV. folgt seinem verstorbenen Vater Friedrich II. auf dem Thron von Dänemark und Norwegen nach. Seine Mutter Sophie von Mecklenburg führt während seiner Unmündigkeit gemeinsam mit Vertretern des Reichsrats die Regierungsgeschäfte.

#### Persien
- Safawiden-Schah Abbas der Große wird im Pavillon Tschehel Sotun gekrönt.

### Wissenschaft und Technik

Tafel XI der Geografia dell’ Africa von Livio Sanuto

In Venedig erscheint der Afrika-Atlas (Geografia dell’ Africa) des italienischen Kosmographen Livio Sanuto, ein Kartenwerk (12 Kupferstiche), das für die damalige Zeit äußerst präzise ist und von anderen führenden Kartographen und Kosmographen fast ein Jahrhundert lang als Grundlage für ihre eigenen Arbeiten verwendet wird.
Der italienische Ingenieur und Offizier in französischen Diensten Agostino Ramelli veröffentlicht das Werk Le Diverse Et Artificiose Machine. Unter anderem präsentiert er darin ein Bücherrad und den Vorläufer eines Amphibienfahrzeugs.

### Kultur

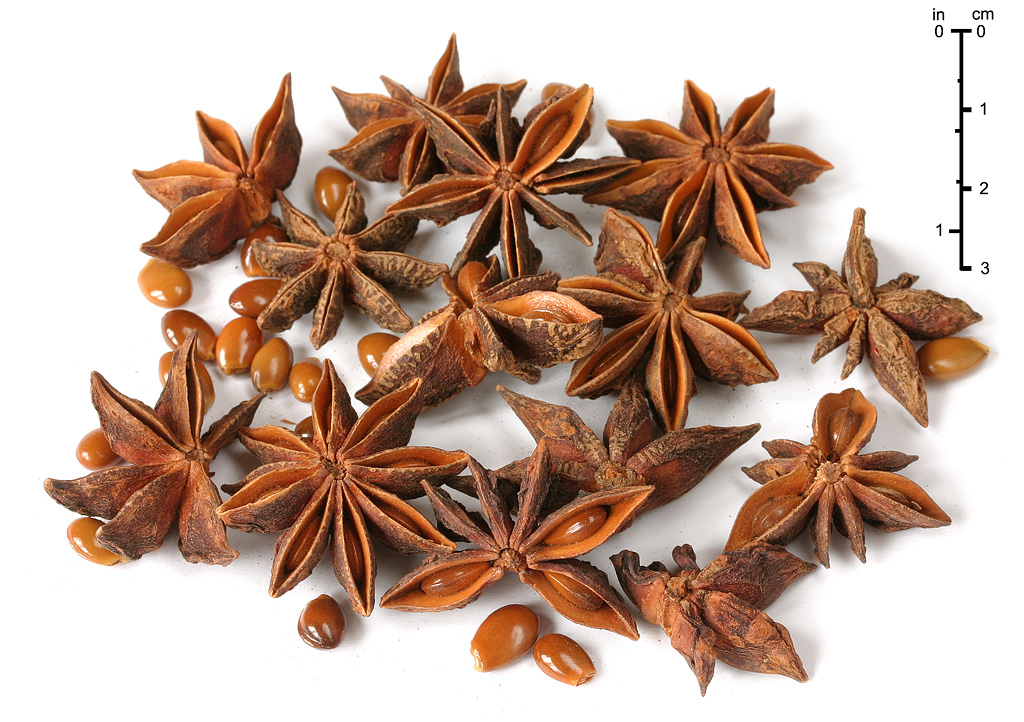
Früchte des Echten Sternanis

- 10. September: Der englische Seefahrer Sir Thomas Cavendish kehrt von seiner dreijährigen Weltumsegelung wieder nach Plymouth zurück. Er bringt von einer Reise erstmals Sternanis aus Ostasien nach Europa.
- 22. November: Das Werk Orchésographie et traité en forme de dialogue, par lequel toutes personnes peuvent facilement apprendre et pratiquer l’honneste exercice des dances von Thoinot Arbeau über die Tänze seiner Zeit bekommt das Druckprivileg erteilt.

### Gesellschaft
- Die Hexenprozesse in Ellwangen beginnen. Bis 1618 werden hier rund 450 Menschen hingerichtet.

### Religion
- 22. Januar: Mit der Apostolischen Konstitution Immensa Aeterni Dei setzt Papst Sixtus V. nach dem Konzil von Trient (1545–1563) neue Kongregationen ein und führt eine Umgliederung der vorhandenen Kongregationen durch. Eine dieser Kongregationen ist die Sacra Congregazione della Consulta, die schon seit 1559 gerichtliche und beratende Aufgaben für die Kurie wahrnimmt.

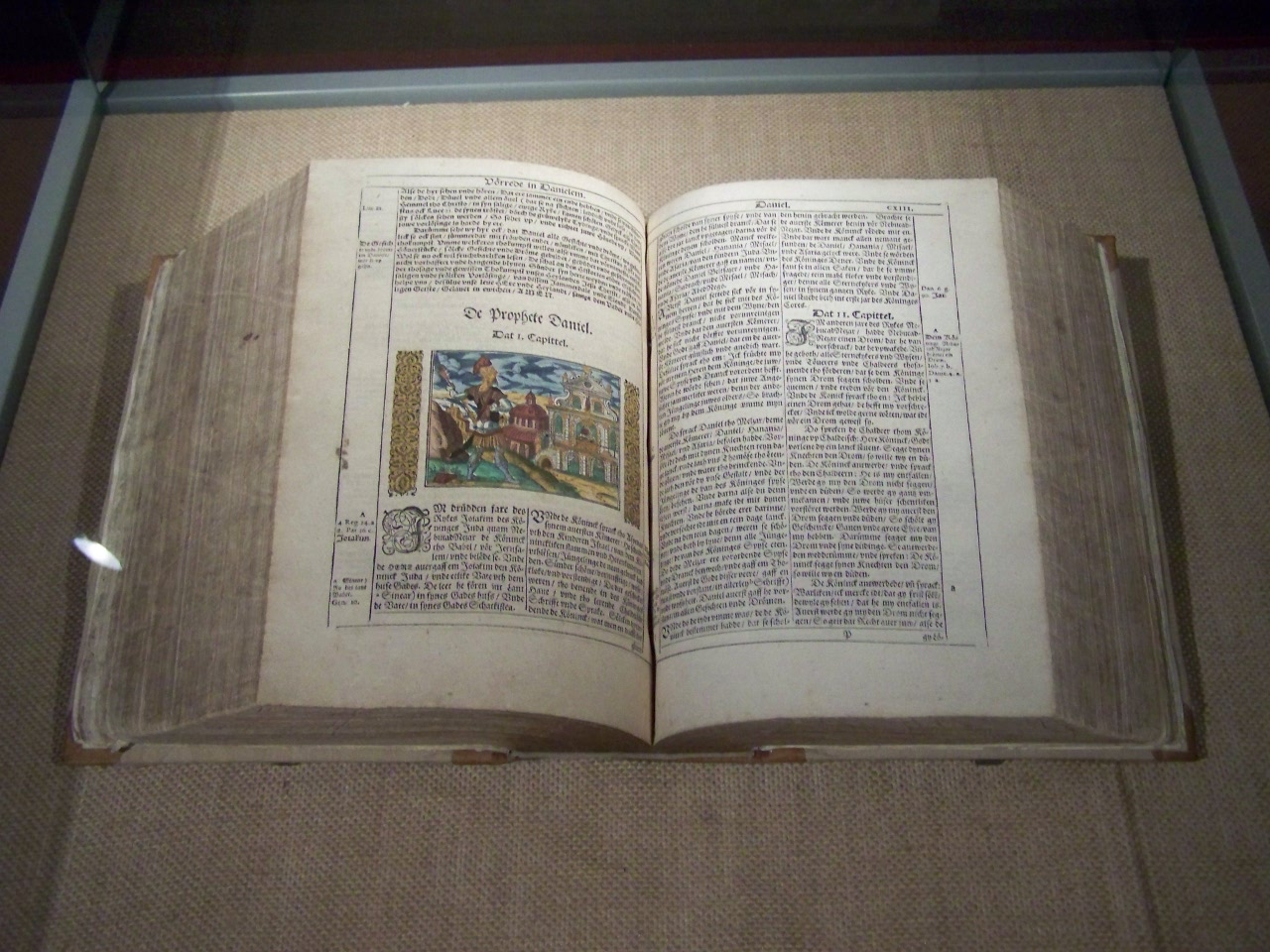
Die Barther Bibel im Bibelzentrum St. Jürgen

- Die von Herzog Bogislaw XIII. gegründete Fürstliche Druckerei in Barth druckt die Barther Bibel in mittelniederdeutscher Sprache.
- Der ehemalige Unitarier Andreas Eössi gründet in Siebenbürgen die Gruppe der Sabbatianer.
- Das Kapuzinerkloster Solothurn wird gegründet.

## Historische Karten und Ansichten

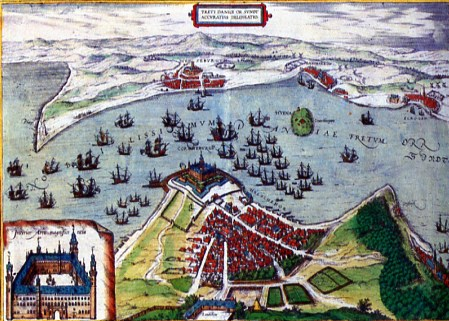
Der Hafen von Helsingør 1588

## Geboren

### Erstes Halbjahr
- 10. Januar: Nicolaes Eliaszoon Pickenoy, niederländischer Maler († 1653/56)
- 12. Januar: John Winthrop, englischer Puritaner und Gouverneur der Massachusetts Bay Colony († 1649)
- 20. Januar: Francesco Gessi, italienischer Maler († 1649)
- 21. Februar: Franz Christoph von Khevenhüller, kaiserlicher Gesandter in Madrid und österreichischer Historiker († 1650)
- 21. Februar: Cassiano dal Pozzo, italienischer Gelehrter und Mäzen († 1657)
- 21. März: Egon VIII. von Fürstenberg-Heiligenberg, Reichsgraf, bayrischer Generalfeldzeugmeister und Heerführer († 1635)

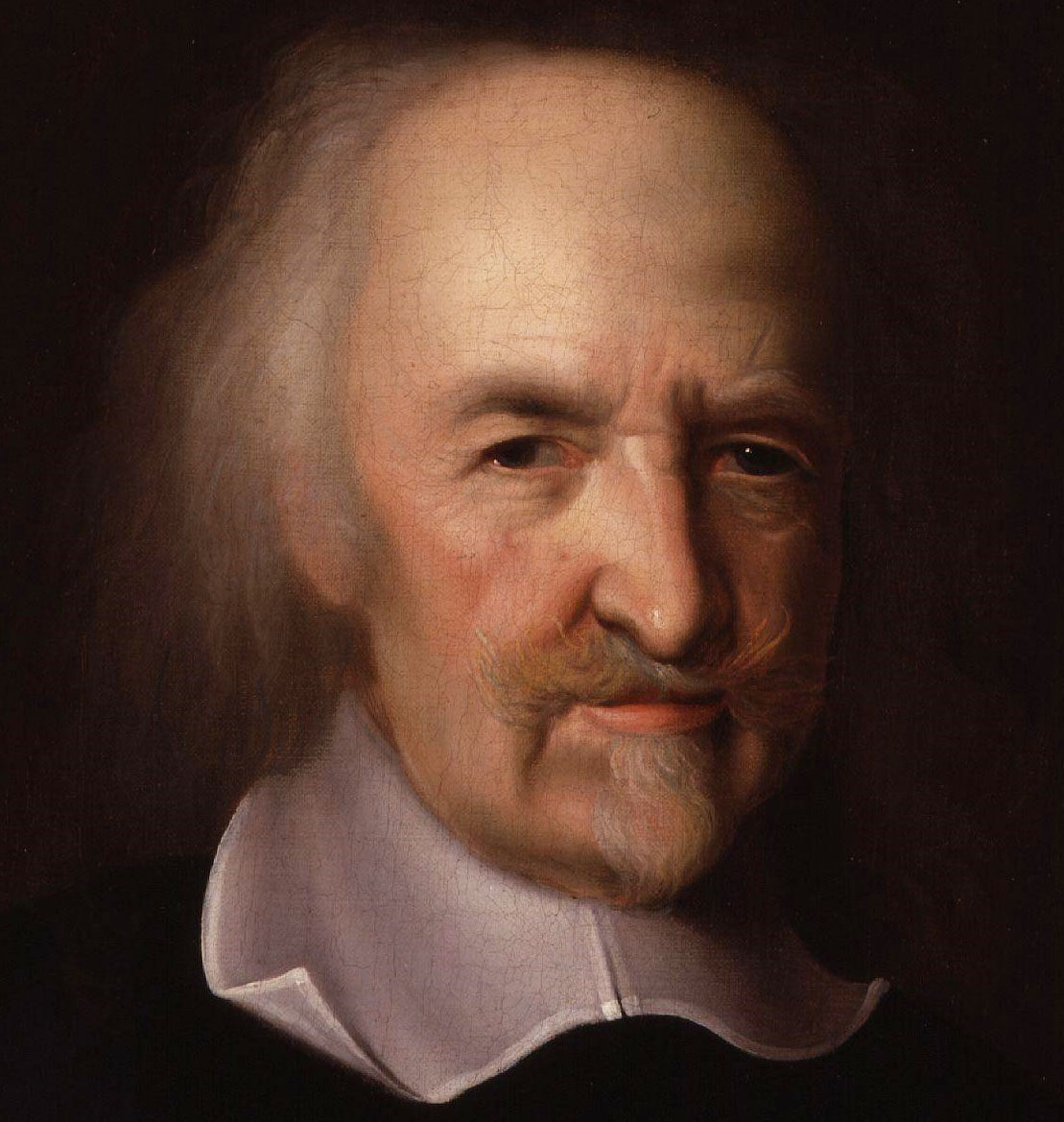
Thomas Hobbes

- 05. April: Thomas Hobbes, englischer Philosoph († 1679)
- 15. April: Claudius Salmasius, französischer Altphilologe und Universalgelehrter († 1653)
- 18. April: Thomas Weinrich, deutscher lutherischer Theologe († 1629)
- 01. Mai: Joseph Bergaigne, Erzbischof von Cambrai und Politiker in spanischen Diensten († 1647)
- 02. Mai: Étienne Pascal, französischer Anwalt, Verwaltungsbeamter und Mathematiker, Vater von Blaise Pascal († 1651)
- 13. Mai: Olaus Wormius, Arzt, Reichsarchivar von Dänemark und Mitbegründer der skandinavischen Archäologie († 1654)
- 11. Juni: George Wither, englischer Dichter († 1667)
- 21. Juni: Johann Leuber, kursächsischer Gesandter bei den Westfälischen Friedensverhandlungen († 1652)
- 28. Juni: Per Banér, schwedischer Staatsmann († 1644)

### Zweites Halbjahr
- 07. Juli: Johann II. Freiherr von Viermund zu Neersen, deutscher General († 1632)
- 07. Juli: Wolrad IV., Graf von Waldeck († 1640)
- 01. September: Henri II. de Bourbon, Fürst von Condé († 1646)
- 08. September: Marin Mersenne, französischer Mathematiker und Theologe († 1648)
- 14. September: Josua Stegmann, deutscher Theologe und Kirchenliederdichter († 1632)
- 30. September: Godart van Reede, niederländischer Staatsmann († 1648)
- 17. Oktober: Matthias Gallas, Kaiserlicher General im Dreißigjährigen Krieg († 1647)
- 22. Oktober: Hans Jakob Zörnlin, Schweizer Offizier in fremden Diensten und Beamter († 1659)
- 09. November: Bénédict Turrettini, Schweizer Theologe († 1631)
- 11. November: Martin Trost, deutscher Orientalist († 1636)
- 25. November: Johann Affelmann, deutscher Theologe († 1624)
- 26. November: Anton von Ditfurth, Mitglied der Fruchtbringenden Gesellschaft († 1650)
- 02. Dezember: Leonhard Kern, deutscher Bildhauer († 1662)
- 10. Dezember: Johann Graf von Aldringen, Feldherr der Katholischen Liga († 1634)
- 10. Dezember: Isaac Beeckman, holländischer Universalgelehrter und Naturphilosoph († 1637)
- 15. Dezember: Adolf Friedrich I., Herzog zu Mecklenburg († 1658)
- 24. Dezember: Constanze, Erzherzogin von Österreich, Königin von Polen und Großfürstin von Litauen († 1631)

### Genaues Geburtsdatum unbekannt
- Richard Brathwaite, englischer Autor († 1673)
- Robert Filmer, englischer politischer Theoretiker († 1653)
- Louise Marguerite de Lorraine, princesse de Conti, französische Adelige und Autorin († 1631)
- Hendrick ter Brugghen, niederländischer Barockmaler († 1629)
- William Seymour, 2. Duke of Somerset, englischer Adliger († 1660)
- Heinrich Wolter von Streversdorf, Weihbischof zu Köln und Mainz († 1674)

## Gestorben

### Erstes Halbjahr
- 09. Februar: Alvaro de Bazán, spanischer Flottenkommandant (* 1526)
- 12. Februar: Joachim I. von Alvensleben, Gelehrter und Reformator (* 1514)
- 24. Februar: Johann Weyer, flämischer Arzt und Gegner der Hexenverfolgung (* 1515/1516)
- 28. Februar: Wiguleus Hund, bayrischer Rechtsgelehrter und Staatsmann (* 1514)
- 03. März: Heinrich XI., Herzog von Liegnitz (* 1539)
- 05. März: Henri I. de Bourbon, Fürst von Condé,  französischer Feldherr (* 1552)
- 09. März: Pomponio Amalteo, italienischer Maler (* 1505)
- 10. März: Theodor Zwinger, Schweizer Gelehrter und Sohn des Kürschners Leonhard Zwinger (* 1533)
- 17. März: Petrus Dathenus, flämischer Theologe und Reformator (* 1531/32)
- 17. März: Elisabeth von Sayn, Fürstäbtissin des Stifts Essen
- 04. April: Friedrich II., König von Dänemark und Norwegen (* 1534)
- 18. April: Paolo Veronese, italienischer Maler und Freskant (* 1528)
- 03. Mai: Joachim Mynsinger von Frundeck, Jurist der Humanistenzeit (* 1514)
- 06. Mai: Johann Aicholz, österreichischer Mediziner und Botaniker (* um 1520)
- 21. Mai: Melchior Siegel, deutscher Unternehmer (* 1515)
- 10. Juni: Valentin Weigel, deutscher mystischer Schriftsteller (* 1533)
- 13. Juni: Anna, Gräfin von Nassau-Dillenburg (* 1563)

### Zweites Halbjahr
- 10. Juli: Edwin Sandys, Erzbischof von York (* 1519)
- 15. Juli: Georg Israel, mährischer Prediger (* um 1505)
- 17. Juli: Sinan, osmanischer Architekt, Bauingenieur und Städtebauer (* um 1490)
- 04. August: Archibald Douglas, 8. Earl of Angus, schottischer Adeliger (* 1555)
- 04. September: Robert Dudley, 1. Earl of Leicester, englischer Adeliger (* 1532)
- 18. September: Johannes Matthaeus, deutscher evangelischer Theologe (* 1526)
- 20. September: Niklaus Zurkinden, Schweizer Politiker (* 1506)
- 25. September: Tilemann Hesshus, deutscher lutherischer Theologe (* 1527)
- 12. Oktober: Lampert Distelmeyer, kurfürstlicher Kanzler der Mark Brandenburg (* 1522)
- 17. November: Peter Obernburger, Reichshofrat des Kaisers Rudolf II (* um 1530)

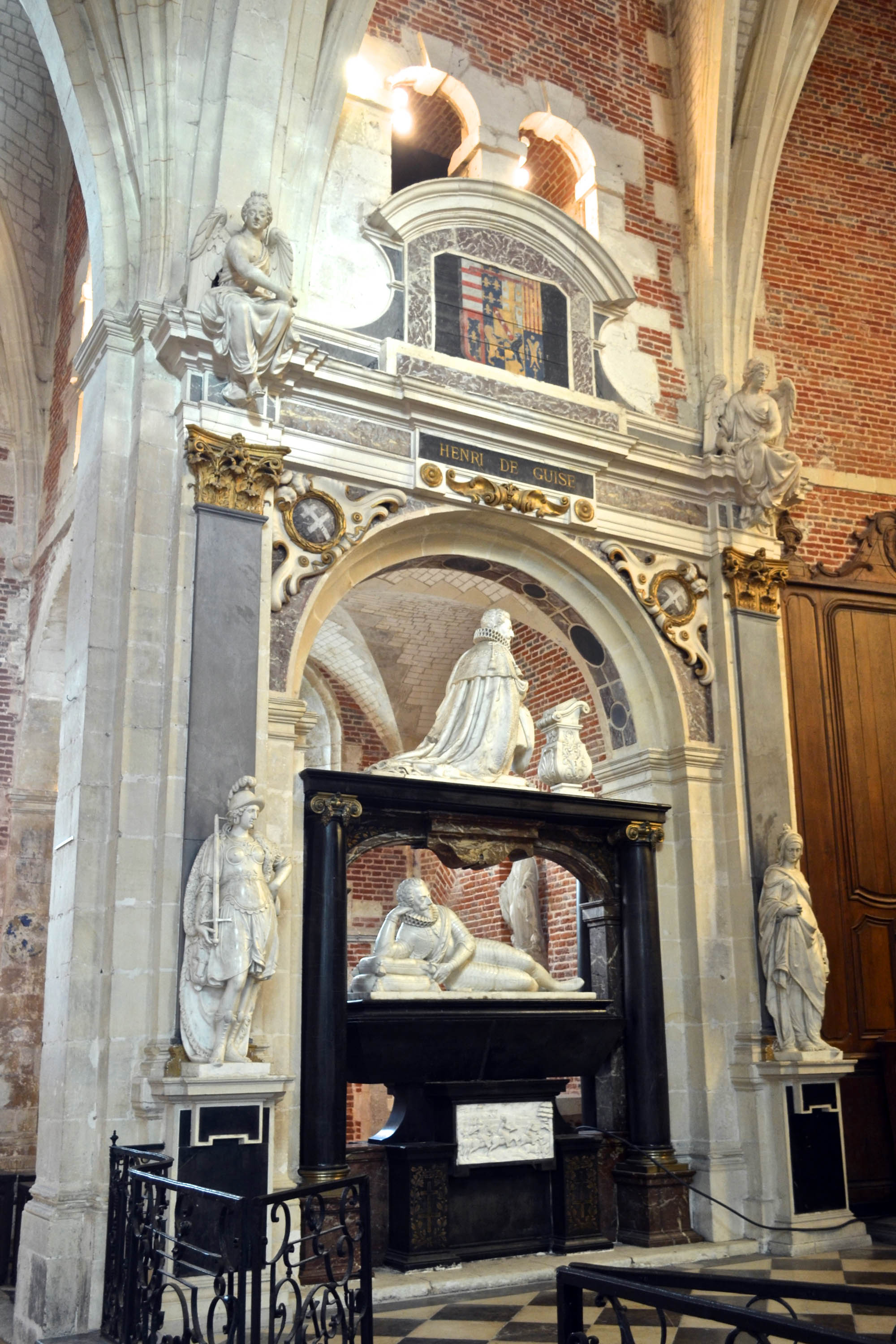
Grabmal Henri des Guises in der Jesuitenkapelle von Eu

- 23. Dezember: Henri I. de Lorraine, Herzog von Guise und Heerführer (* 1550)
- 24. Dezember: Louis II. de Lorraine-Guise, französischer Kardinal, Erzbischof von Reims (* 1555)
- 31. Dezember: Luis de Granada, spanischer Dominikaner, Mystiker und Schriftsteller (* 1504)

### Genaues Todesdatum unbekannt
- Tüsiyetü Khan Abdai, Fürst der Khalka-Mongolen und ein Dschingiside (* 1554)
- Giulio Sanuto, italienischer Zeichner und Kupferstecher (* 1540)
- Jacopo Strada, italienischer Gelehrter, Maler, Architekt, Goldschmied, Numismatiker, Schriftsteller und Kunstsammler (* 1507)